# 宇野重吉
宇野 重吉（うの じゅうきち、1914年〈大正3年〉9月27日 - 1988年〈昭和63年〉1月9日）は、日本の俳優、演出家、映画監督。本名：寺尾 信夫（てらお のぶお）。
宇野は第二次世界大戦前から戦後にかけて長く演劇界をリードしてきた名優の1人であり、滝沢修らと劇団民藝を創設した。飄々とした風貌と軽妙な演技を持ち味とし、『ゴドーを待ちながら』『夕鶴』などの舞台に出演。演出家としても多くの作品を残しており、リアリズムを基調とした近代的な芸を追求した。映画・テレビでも活躍し、主な映画出演作に『愛妻物語』『第五福竜丸』『金環蝕』など。映画監督として4本の作品も発表している。宇野重吉の芸名は、中野重治と鈴木三重吉に由来している。
長男は俳優・ミュージシャンの寺尾聰。

## 来歴
1914年9月27日（日曜日）、福井県足羽郡下文殊村（現在の福井市太田町）に生まれる。生家は農家で裕福だったが、4歳の時に父が亡くなると家運が傾き、母に連れられて福井市に移った。旧制福井中学（現在の福井県立藤島高等学校）に進学するが、学資が続かず3年の1学期で中退。横浜で巡査をしていた次兄を頼っていくが、大不況のため仕事がなく、一旦福井に戻って姉の婚家の機屋で働く。そのうち上京して早稲田工手学校を卒業。この間にマルクス主義の影響を受け、日本大学芸術科に入る。築地小劇場に通ってプロレタリア演劇に感激するうち芝居の世界に入ろうと考える。
1932年、プロレタリア演劇研究所に入所し半年後の1933年5月に滝沢修、久保栄らの東京左翼劇場に参加する。同年、木村荘十二監督の『河向ふの青春』で映画に初出演する。1934年、新協劇団の結成に参加、『どん底』のペペル、『火山灰地』の泉治郎の演技で評判を呼ぶ。1940年8月19日、治安維持法違反で投獄されるが、1942年からは日本移動演劇連盟加盟の瑞穂劇団を組織して全国の農村漁村を巡演する。1943年に応召し、ボルネオで終戦を迎えた。
1947年7月28日、滝沢・清水将夫らと第一次民衆芸術劇場（第一次民藝）を創設。しかし。宇野ら幹部が資金稼ぎのために映画出演を行い現場を離れがちであったこと、また、共産党が劇団に介入してきたことから劇団の中で対立が生じた。このことから1949年7月に劇団は解散。改めて1950年12月22日に劇団民藝（第二次民藝）を創立してその中心的指導者となり、俳優座・文学座と並ぶ代表的な新劇団に育て上げる。モットーは「芝居でメシの食える劇団」。舞台の代表作に『ゴドーを待ちながら』のウラジミール、『夕鶴』の与ひょうの他、『わが魂は輝く水なり』『タナトロジー』『エレジー』などがあり、1959年の『運命』からは演出家としても活躍し、『三人姉妹』『イルクーツク物語』『子午線の祀り』などを上演している。1971年には「劇団は創立者だけの物である」という劇団一代論を発表して演劇界に衝撃を与えた。

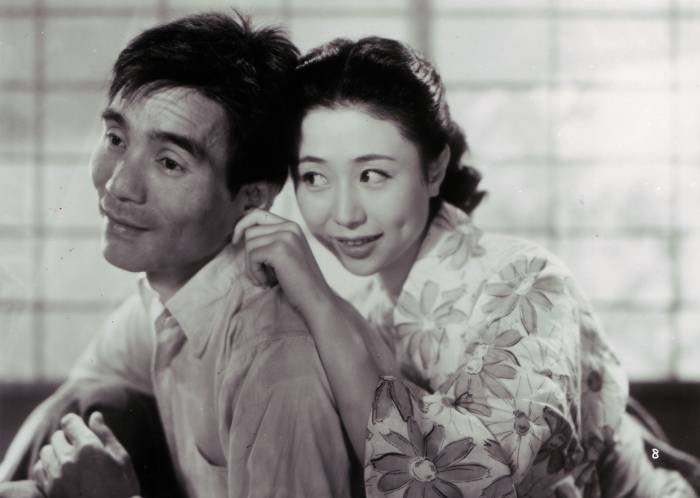
『愛妻物語』（1951年）右は乙羽信子。

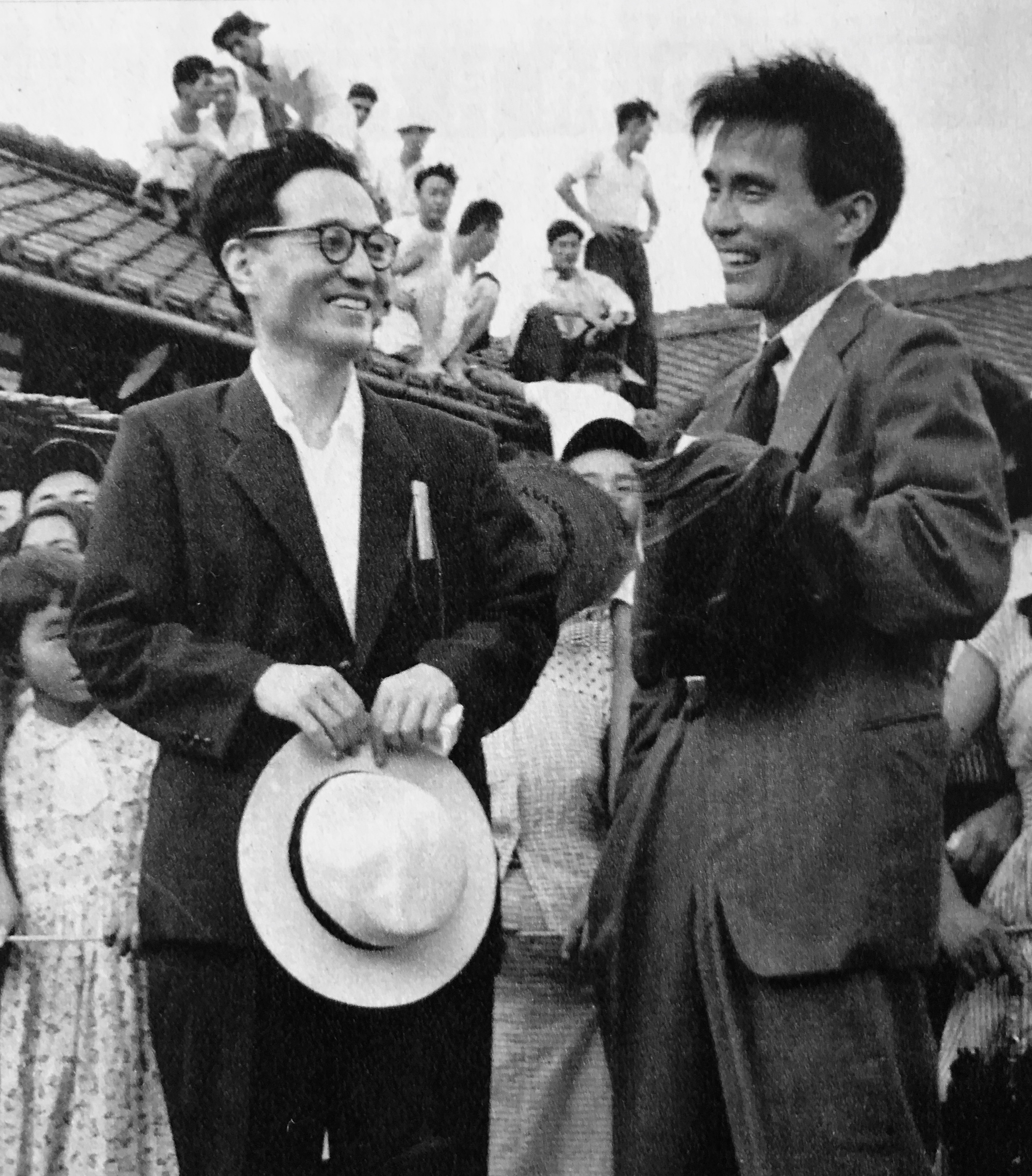
『人生劇場 望郷篇 三州吉良港』（1954年）の撮影現場。左は原作者の尾崎士郎。

宇野は戦後から映画にも多く出演するようになるが、本格的な映画出演は1948年の吉村公三郎監督『わが生涯のかがやける日』で、翌1949年の木村恵吾監督『痴人の愛』が映画初主演となった。一連の新藤兼人監督作品に出演しており、新藤のデビュー作『愛妻物語』や『第五福竜丸』などに主演した。真面目で善良で庶民的な人物を演じることが多いが、山本薩夫監督の『金環蝕』では珍しく悪役を演じている。この時、宇野は悪役らしくするために乱杙歯のつけ歯をつけ、出っ歯にして役に挑んだ。また、1954年に製作再開した日活が五社協定の締め出しによって出演俳優不足に悩んでいた際は民藝と提携契約を結ばせ、多くの劇団俳優を日活映画に出演させて、宇野も多くの日活映画に出演した。石原裕次郎との友情はこの時代から裕次郎の死に至るまで続いた。1956年には『病妻物語 あやに愛しき』で映画監督業にも進出し、『われは海の子』『倖せは俺等のねがい』『硫黄島』と計4本の作品を発表している。
1985年9月からは宇野重吉一座を立ち上げ、気軽に芝居を観に劇場に来られない地方の人のために全国縦断の地方公演を始めた。木下順二作『三年寝太郎』などの民話劇を上演するが左肺を癌に冒され、1987年3月に摘出手術を受けた。5月に退院後、医師の反対を押し切って6月の大阪・枚方市での公演から舞台に復帰した。点滴を受け、幕間で酸素ボンベをしながら地方公演を終わらせた。同年12月には三越劇場で自ら演出の『馬鹿一の夢』に主演するが、これが宇野にとって最後の舞台となった。
翌1988年1月9日正午、宇野は肺癌のため榊原記念病院で死去した。73歳没。2月10日に青山葬儀所で宇野の民芸葬が行われ、滝沢修が葬儀委員長を務めた。

## 人物・エピソード
- 1967年4月に行われた東京都知事選挙では、社会・共産推薦候補の美濃部亮吉を応援。選挙公報に記された支持者一覧に名を連ねた[8]。
- 1971年4月に行われた東京都知事選挙でも美濃部を応援。選挙公報に記された支持者一覧に名を連ねた[9]。
- 完璧主義・気難しいと呼ばれた滝沢修とは対称的な性格とされ、軽妙で気さくだった[要出典]。
- 宇野の長男の寺尾聰も同じ俳優で、石原裕次郎の生涯を描いたテレビドラマ『弟』（2004年、テレビ朝日）では寺尾が父・宇野を演じた（石原裕次郎と共演した清酒のCMのシーン）。1968年の『黒部の太陽』や1976年の『男はつらいよ 寅次郎夕焼け小焼け』では親子共演を果たしている。
- 1968年2月金嬉老事件の際、鈴木道彦や日高六郎、中嶋嶺雄、中野好夫らと共に銀座東急ホテルで「金さんへ」という呼びかけで始まる文書をとりまとめて、後日文化人・弁護士5人がその文書を吹き込んだテープを持って、金嬉老を訪ね会見している[10]。

## 受賞・受章歴
- 毎日映画コンクール
  - 1949年：助演賞『わが生涯のかがやける日』『破戒』
  - 1960年：男優助演賞『人間の壁』
- 芸術祭
  - 1952年：奨励賞『泥の中』（ラジオドラマ）
  - 1955年：芸術祭賞『西の国の人気者』
- 1962年：芸術選奨文部大臣賞『イルクーツク物語』
- 1963年：第9回テアトロン賞『初恋』『泰山木の木の下で』『消えた人』の演出
- 1969年：第23回毎日出版文化賞『新劇・愉し哀し』
- 1973年：第14回毎日芸術賞『三人姉妹』の演出
- 1977年：第28回NHK放送文化賞
- 1980年：第15回紀伊国屋演劇賞 個人賞『わが魂は輝く水なり』『古風なコメディ』の演出
- 1981年：紫綬褒章
- 1988年：福井県民賞（没後）

## 出演作品

### 舞台
- どん底（1936年、新協劇団）
- 火山灰地（1938年、新協劇団） - 泉治郎
- 破戒（1948年、民衆芸術劇場） - 丑松
- たくみと恋（1948年、民衆芸術劇場）
- 山脈（1949年、民衆芸術劇場）
- かもめ（1950年、劇団民藝） - トレープレフ
- その妹（1951年、劇団民藝） - 野村広次
- 炎の人（1951年、劇団民藝） - ペール・タンギー
- 厳頭の女（1952年、劇団民藝） - 井ノ口英造
- 冒した者（1952年、劇団民藝） - 須永
- 五稜郭血書（1952年、劇団民藝） - 平山金十郎
- 民衆の敵（1953年、劇団民藝） - ペーテル・スットクマン
- 日本の気象（1953年、劇団民藝） - 中尾敬吾
- あっぱれクライトン（1953年、劇団民藝） - 海軍士官
- セールスマンの死（1954年、劇団民藝） - ビフ
- 大和の村（1955年、劇団民藝） - 山下広吉
- ヴィルヘルム・テル（1955年、劇団民藝） - ヴィルヘルム・テル
- 西の国の人気者（1955年、劇団民藝） - クリストファ・マホン
- 楡の木蔭の欲望（1957年、劇団民藝）
- 御料車物語（1957年、劇団民藝）
- ガラスの中の動物園（1959年、劇団民藝）
- どん底（1960年、劇団民藝）
- 火山灰地（1961年、劇団民藝） - 朗読
- オットーと呼ばれる日本人（1962年、劇団民藝）
- ゴドーを待ちながら（1965年、劇団民藝） - ウラジミール
- 瀬戸内海の子供ら（1967年、劇団民藝）
- 想い出のチェーホフ（1968年、劇団民藝）
- 夕鶴（1968年） - 与ひょう
- 炎の人（1969年、劇団民藝） - 声
- 鋤と星（1969年、劇団民藝）
- もう一人のヒト（1970年、劇団民藝）
- にんじん（1970年・1978年、劇団民藝）
- 星の牧場（1971年、劇団民藝）
- ハバナの審問（1972年、劇団民藝）
- 三人姉妹（1972年、劇団民藝）
- 円空遁走曲（1973年、劇団民藝）
- きぬという道連れ（1974年、劇団民藝）
- 赤ひげ（1974年、劇団民藝）
- 迷路（1975年、劇団民藝）
- 聖火 母の総て（1975年、劇団民藝）
- リリオム（1976年、劇団民藝）
- わが家は楽園（1977年、劇団民藝）
- わが魂は輝く水なり（1980年、劇団民藝）
- タナトロジー（1982年、劇団民藝）
- エレジー 父の夢は舞う（1983年、劇団民藝）
- こんな筈では（1985年、劇団民藝）
- 三年寝太郎（1986年、劇団民藝）
- 馬鹿一の夢（1987年、劇団民藝）

### 映画

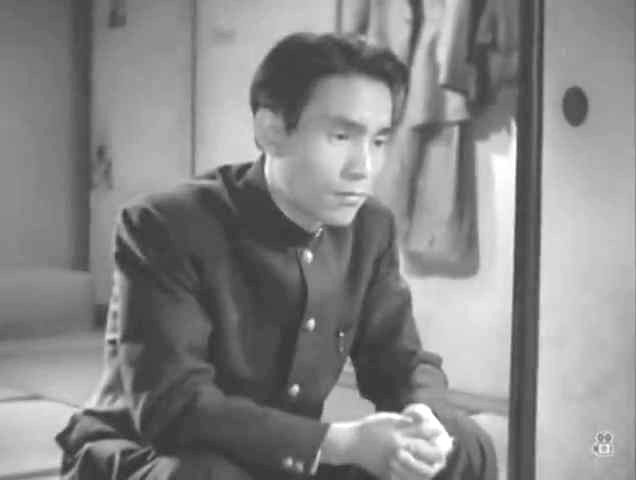
『怒りの街』（1950年）

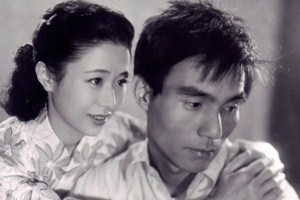
『愛妻物語』（1951年）

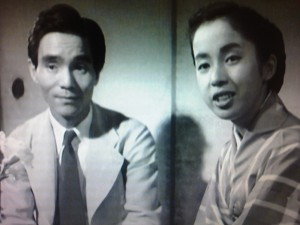
『原爆の子』（1952年）

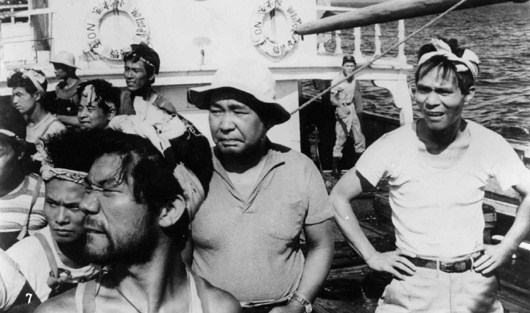
『第五福竜丸』（1959年）

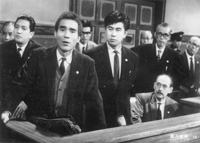
『松川事件』（1961年）

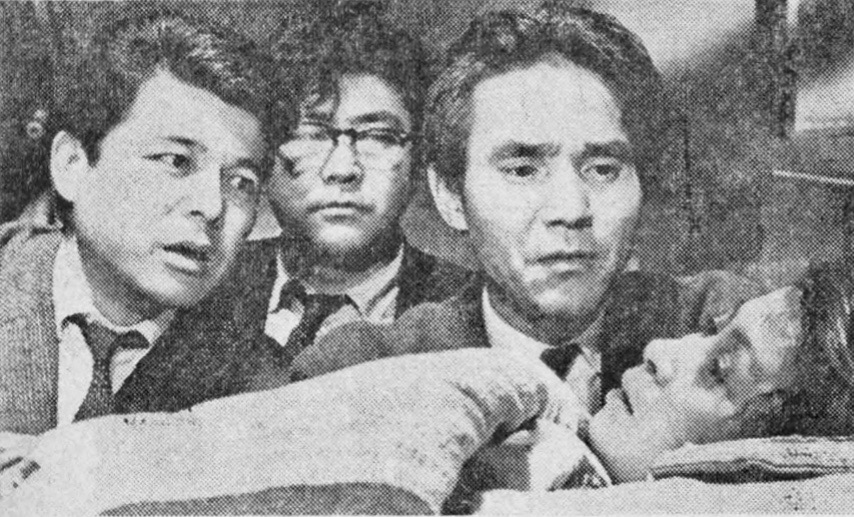
『日本列島』（1965年）

太字はキネマ旬報ベスト・テンにランクインした作品
- 河向ふの青春（1933年、P.C.L.）
- 地熱（1938年、東宝映画） - 島田
- 海軍爆撃隊（1940年、東宝映画） - 羽山一空
- 多甚古村（1940年、東宝映画） - 杉野巡査
- 煉瓦女工（1946年、南旺映画） - 音松
- わが生涯のかがやける日（1948年、松竹） - 高倉好雄
- 虹を抱く処女（1948年、新東宝） - 石塚守兵
- 破戒（1948年、松竹） - 土屋銀之助
- わが恋は燃えぬ（1949年、松竹） - 村田隆
- 春の戯れ（1949年、映画芸術協会） - 正吉
- 今日われ恋愛す（1949年、CAC） - 牛田周二
- 白虎（1949年、連合映画） - 真野
- 新釈四谷怪談（1949年、松竹） - 与茂七
- 痴人の愛（1949年、大映） - 譲治
- 破れ太鼓（1949年、松竹） - 野中茂樹
- 今宵別れて（1949年、松竹） - 西信太郎
- 魔の黄金（1950年、大映） - 月江の夫
- 暴力の街（1950年） - 夏目記者
- 火山脈（1950年、大映） - 樋口良三
- 怒りの街（1950年、東宝） - 森宗久
- 婚約指環（1950年、松竹） - 九鬼道雄
- 午前零時の出獄（1950年、大映）
- 戦火の果て（1950年、大映）
- 風にそよぐ葦（1951年、東横映画） - 宇留木
- 愛妻物語（1951年、大映） - 沼崎敬太
- 或る夜の出来事（1952年、新映画社） - 茶木
- 花萩先生と三太（1952年、劇団民藝） - 村長
- 西陣の姉妹（1952年、大映） - 横山幸吉
- 西鶴一代女 （1952年、新東宝） - 扇屋弥吉
- いとし子と耐えてゆかん（1952年、東映） - 竹野先生
- 原爆の子 （1952年、近代映画協会） - 孝司
- 母のない子と子のない母と（1952年、新教映） - 一郎のお父さん
- 女ひとり大地を行く（1953年、キヌタプロ） - 山田喜作
- 縮図（1953年、近代映画協会） - 銀蔵
- もぐら横丁（1953年、新東宝） - 下宿屋
- 君に捧げし命なりせば（1953年、新映プロ） - 医師松永
- 雁（1953年、大映） - 木村
- 続々十代の性典（1953年、大映） - 尾崎先生
- 夜明け前（1953年、新東宝） - 謙吉
- 女の一生（1953年、近代映画協会） - 兄政夫
- 恋文（1953年、新東宝） - 山路直人
- 唐人お吉（1954年、京映プロ） - お福の父
- どぶ（1954年、近代映画協会） - ピンちゃん
- 人生劇場望郷篇 三州吉良港（1954年、東映） - 青成瓢吉
- 愛と死の谷間（1954年、日活） - 大沢捨松
- 地獄の剣豪 平手造酒（1954年、日活） - 近藤弥市
- からたちの花（1954年、日活） - 七蔵
- 慈悲心鳥（1954年、新東宝） - 菅野
- 東京の空の下には（1955年、民藝＝日米映画）- 藤川透馬
- 生きとし生けるもの（1955年、日活） - 周作の父親
- 森蘭丸（1955年、日活） - 羽柴秀吉
- おふくろ（1955年、日活） - 源造
- 青春怪談（1955年、日活） - 小鎌田
- しいのみ学園（1955年、新東宝） - 山本先生
- 狼（1955年、近代映画協会） - 和田医師
- 由起子（1955年、中央映画） - 尾高恭助
- 月夜の傘（1955年、日活） - 小谷耕平
- 自分の穴の中で（1955年、日活） - 小松鉄太郎
- 幼きものは訴える（1955年、日活） - 鈴木勇作
- 青ヶ島の子供たち 女教師の記録（1955年、新東宝） - 松川校長
- 石合戦（1955年、民藝） - 菊沢松蔵
- 銀心中（1956年、日活） - 喜一
- 夜間中学（1956年、大映） - 良平の父
- 姉さんのお嫁入り（1956年、日活） - 文子の伯父
- 夜明け朝明け（1956年、劇団民藝） - 日高三平
- 病妻物語 あやに愛しき（1956年、劇団民藝） - 患者
- 感傷夫人（1956年、日活） - 藤崎老人
- われは海の子（1956年、劇団民藝） - 幻想の父
- 乳母車（1956年、日活） - 桑原次郎
- 女優（1956年、近代映画協会） - 山下敏郎
- 「廓」より 無法一代（1957年、日活） - 勢五郎
- 危険な年齢（1957年、日活） - 父正太郎
- 四季の愛欲（1958年、日活） - 建部
- 風速40米（1958年、日活） - 滝敬次郎
- 真夜中の顔（1958年、歌舞伎座） - 漁師
- 悲しみは女だけに（1958年、大映） - 岸本
- 夜の狼（1958年、日活） - 宗田医師
- 祈るひと（1959年、日活） - 佐々木教授
- 第五福竜丸（1959年、近代映画協会） - 久保山愛吉
- 妻の勲章（1959年、松竹） - 峯岸和尚
- 人間の壁（1959年） - 沢田先生
- 地図のない町（1960年、日活） - 笠間雄策
- やくざ先生（1960年、日活） - 石田園長
- 武器なき斗い（1960年、大東映画） - 谷
- 街から街へつむじ風（1961年、日活） - 東光和尚
- 松川事件（1961年） - 岡林弁護人
- 処刑前夜（1961年、日活） - 松林竜太郎
- 警察日記 ブタ箱は満員（1961年、日活） - 百姓勘次郎
- 俺は死なないぜ（1961年、日活） - 有田
- いのちの朝（1961年、日活） -　吉本小次郎
- 堂堂たる人生（1961年、日活） - 老田和一
- ママ恋人がほしいの（1961年、日活） - ムコの父
- 天使と野郎ども（1962年、日活） - 吉川博士
- 青年の椅子（1962年、日活） - 湯浅
- 秋津温泉（1962年、松竹） - 松宮謙吉
- あすの花嫁（1962年、日活） - 大井川親光
- 乳房を抱く娘たち（1962年、山本プロ） - 農協組合長
- しろばんば（1962年、日活） - 石守校長
- 太陽への脱出（1963年、日活） - 日東新聞社会部デスク
- 赤い水（1963年、大映） - 山本先生
- 伊豆の踊子（1963年、日活） - 現代の川崎
- 波浮の港（1963年、日活） - 隆澄
- 美しい十代（1964年、日活） - 松木巡査
- 鉄火場破り（1964年、日活） - 壺振りの源
- 愛と死をみつめて（1964年、日活） - 中山仙十郎
- 鬼婆（1964年、近代映画協会） - 鬼面の武将
- 執炎（1964年、日活） - 小島
- 悲しき別れの歌（1965年、日活） - 風見信吉
- 父と娘の歌（1965年、日活） - 父 道一
- 日本列島（1965年、日活） - 秋山
- 悪党（1965年、近代映画協会） - 兼好法師
- こころの山脈（1966年、近代映画協会） - 本間久平
- 野菊のごとき君なりき（1966年、大映） - 老人
- 本能（1966年、近代映画協会） - 医師
- 愛と死の記録（1966年、日活） - 恩師
- 嵐を呼ぶ男（1966年、日活） - 国分健作
- 小さい逃亡者（1966年、大映） - 野田信之
- 陽のあたる坂道（1967年、日活） - 田代玉吉
- 性の起原（1967年、松竹） - 声
- 女の一生（1967年、松竹） - 弥生友光
- ドレイ工場（1968年） - 専三
- 黒部の太陽（1968年、石原プロ・三船プロ） - 森
- 孤島の太陽（1968年、日活） - 門馬医師
- かげろう（1969年、近代映画協会） - 洋の父
- 花ひらく娘たち（1969年）
- 地の群れ（1970年、ATG） - 宮地
- 富士山頂（1970年、石原プロ） - 村岡
- 裸の十九才（1970年、東宝） - ナレーション
- わが道（1974年、近代映画協会） - ナレーション
- 伊豆の踊子（1974年、ホリ企画制作） - ナレーター
- 化石（1975年、俳優座映画放送・四騎の会） - 矢吹辰平
- 金環蝕（1975年、大映映画） - 石原参吉
- 男はつらいよ 寅次郎夕焼け小焼け（1976年、松竹） - 池之内青観
- 風立ちぬ（1976年、東宝） - 正木博士
- ふたりのイーダ（1976年） - 椅子の声
- 先生のつうしんぼ（1977年） - 泰蔵
- 翼は心につけて（1978年、共同映画全国系列会議） - 永和高校の校長
- 震える舌（1980年、松竹） - 小児科医長
- 風雪を越えて（1982年） - ナレーター
- 迷走地図（1983年、松竹） - 望月稲右衛門
- 姉妹坂（1985年、東宝映画） - 老人
- さくら隊散る（1988年、近代映画協会） - 証言者

### テレビドラマ
- 山一名作劇場 / 次郎物語（1956年、NTV）
- お好み日曜座（NHK総合） 
  - 交代期（1957年）
  - 姉妹（1958年）
- テレビ劇場（NHK総合） 
  - ある噴水の物語（1958年）
  - 広島に生きる（1959年）
  - 芭蕉の臨終（1962年）
  - 煙突のあるオアシス（1963年）
  - 長い悪路（1963年） - ナレーション
- ヤシカゴールデン劇場 / 研究室（1958年、NTV）
- 東芝土曜劇場（CX）
  - 第1回「左の腕」（1959年）
  - 第81回「殺される男」（1960年）
- 東芝日曜劇場（KR→TBS）
  - 第127回「窓の灯」（1959年）
  - 第179回「執行前三十分」（1960年、ABC）
  - 第260回「囮」（1961年、ABC）
  - 第277回「北国物語」（1962年）
  - 第311回「ある青春」（1962年、CBC）
  - 第390回「三代目」（1964年）
  - 第416回「父と子たち」（1964年、CBC）
  - 第464回「アポイの休日」（1965年、HBC）
  - 第568回「愛のしらべ」（1967年）
  - 第632回「あさきゆめみし」（1969年）
  - 第652回「306号室」（1969年、CBC）
  - 第657回「手のなかの日々」（1969年、HBC）
  - 第1331回「たったひとつの約束」（1983年、CBC）
  - 第1443回「尾道千光坂登り口」（1984年、MBS）
  - 第1527回「夕焼け小焼けの……」（1986年、MBS）
- ゴールドステージ / 初恋（1960年、NTV）
- ここに人あり 第140回「黒い山の泉」（1960年、NHK）
- サンヨーテレビ劇場（KR）
  - 息子の青春（1961年）
  - 妻の青春（1961年）
  - 良人の青春（1961年）
- 女の四季 第46・47回「まないたの歌」（1961年、NET）
- 東レサンデーステージ（NTV）
  - 第36回「こぶ」（1961年） - 田所専吉
  - 第42回「飼育」（1961年）
- NHK劇場（NHK総合）
  - 虞美人草（1961年）
  - 雨（1968年）
- 文芸劇場（NHK総合） 
  - 第4回「ちちははの記」（1961年）
  - 第20回「埋没」（1962年）
  - 第45回「紋章」（1962年）
  - 第80回「女性に関する十二章 五十歩百歩」（1963年）
  - 第86回「緑の散歩道」（1963年）
  - 第105回「本日休診」（1964年）
- テレビ指定席（NHK総合）
  - 父と子（1962年）
  - ひとりぼっちじゃない（1963年） - ナレーション
- 松本清張シリーズ・黒の組曲 第32回「真贋の森」（1962年、NHK） - 宅田伊作
- 近鉄金曜劇場（ABC）
  - 修善寺物語（1963年）
  - 月夜の傘（1965年）
  - 息子の歌（1965年）
  - 灯は消えず（1966年）
  - 若い旅びとの歌（1967年）
- こども劇場 第49回「宵まつり」（1963年、NHK総合）
- こちら社会部（1963年、TBS）
- 判決 第64話「永遠の人」（1964年、NET） - 相談役・山野慎一
- シオノギテレビ劇場（CX）
  - 有馬稲子アワー・喪われた街（1965年）
  - 終末の刻（1966年） - ナレーション
  - 鳩の橋（1966年） - ナレーション
  - 晩春（1966年）
- 大河ドラマ（NHK総合）
  - 赤穂浪士（1964年） - 蜘蛛の陣十郎
  - 天と地と（1969年） - 宇佐美定行
  - 花神（1977年） - 緒方洪庵
  - 黄金の日日（1978年） - 小西隆佐
  - 峠の群像（1982年） - 徳川光圀
- うちの大物（1967年、CX）
- 旅路（1967年 - 1968年、NHK総合） - 室伏嘉一
- 飢餓海峡（1968年、NHK総合） - 弓坂刑事
- 黒部の太陽（1969年、NTV）
- 愛ある限り（1969年、フジテレビ） - 善作
- 銀河ドラマ（NHK総合）
  - 朱鷺の墓（1970年） - 作爺
  - 大風呂敷（1970年）
  - 歳月（1970年） - 坂上隆平
  - ゼロの焦点（1971年）
- お登勢（1971年、TBS） - 玉三郎 （ナレーター）
- 殉愛（1971年、THK）
- 銀河テレビ小説 / 楡家の人びと[11]（1972年、NHK総合） - 楡基一郎
- 銀座わが町（1973年 - 1974年、NHK総合）
- 白雪劇場 / 北斗の人（1974年、KTV） - 佐藤孤雲
- ふりむくな鶴吉（1974年 - 1975年、NHK総合） - 夢斉
- 花は花よめ 第3シリーズ（1974年 - 1975年、NTV） - 大木直次郎
- 宮本武蔵（1975年 - 1976年、KTV） - 柳生石舟斎・ナレーター
- わが美わしの友（1975年11月15日、NHK） - 佐古田桑太郎
- グッドバイ・ママ（1976年、TBS） - 横川甚九郎
- 松本清張シリーズ・天城越え（1978年、NHK総合） - 佐藤留吉
- 赤穂浪士（1979年、ANB）- ナレーター
- 池中玄太80キロ（1980年、NTV） - 本城理三郎
- ある日突然?!スパゲティ・ママの青春白書（1980年、ANB） - 上杉武久
- 関ヶ原（1981年、TBS） - 豊臣秀吉
- 木曜座 / 夜の花火（1981年、MBS） - 守
- 連続テレビ小説 / まんさくの花（1981年、NHK総合） - 柳田老人
- 時代劇スペシャル / 振り袖御免 江戸芙蓉堂医館（1981年、CX） - 半井元養
- きりぎりす（1981年11月14日、関西テレビ） - 小西錦一
- ホームスイートホーム（1982年、NTV） - 村山宗一郎
- ながらえば（1982年11月3日、NHK総合） - 大沢謹造
- 風にむかってマイウェイ（1984年、TBS） - 源太郎

### テレビアニメ
- 家なき子（1977年、NTV） - 語り手[12]
- 杜子春（1981年、TBS） - 仙人

### 劇場アニメ
- シリウスの伝説（1981年、サンリオ） - モワル[13]

### 吹き替え
- 野にかける白い馬のように（1976年、日曜洋画劇場） - ジョン・ミルズ

### 朗読
- ソノシート 宇野重吉の語りきかせシリーズ 風涛社（1968年）
- カセット 松谷みよ子 母と子の日本のむかしばなし 講談社（1975年）
- 梨の花 新潮社カセットブック2巻（1993年、再刊）

### ラジオドラマ
- 現代劇場 / 棒になった男（1957年、文化放送） - 朗読
- 吼えろ!（1962年、朝日放送） - サーカス座長
- 文芸劇場 / 楢山節考（1969年、NHKラジオ第1放送）

### 紀行番組
- NHK特集（NHK総合）
  - 妻へ飛鳥へそしてまだ見ぬ子へ（1982年） - 朗読
  - ルーブル美術館 神なる王ファラオの時代・書記坐像（1985年）
  - 舞台・いのちの限り　〜宇野重吉・旅公演２万キロ〜（1987年10月18日）[14]

### CM
- ヤマギワ 照明器具（1974年。ACC CMフェスティバル 第14回テレビフィルムCM部門秀作賞）
- 松竹梅（寳酒造）※石原裕次郎と共演。

## 監督作品
- 病妻物語 あやに愛しき（1956年、劇団民藝）
- われは海の子（1956年、劇団民藝）
- 倖せは俺等のねがい（1957年、日活）
- 真夜中の顔（1958年、歌舞伎座）
- 硫黄島（1959年、日活）

## 演出作品
- 運命（1959年、劇団民藝）
- 檻（1960年、劇団民藝）
- イルクーツク物語（1960年・1968年、劇団民藝）
- オットーと呼ばれる日本人（1962年・1966年、劇団民藝）
- 初恋（1963年、劇団民藝）
- 泰山木の木の下で（1963年・1972年・1974年、劇団民藝）
- 消えた人（1963年、劇団民藝）
- 父と子（1964年、劇団民藝）
- 開かれた処女地（1965年、劇団民藝）
- コンベア野郎に夜はない（1965年、劇団民藝）
- 報いられたもの（1966年、劇団民藝）
- 白い夜の宴（1967年、劇団民藝）
- 汚れた手（1967年、劇団民藝）
- ユリディスの手（1967年、劇団民藝）
- 想い出のチェーホフ（1968年・1971年、劇団民藝）
- 斬られの仙太（1968年、劇団民藝）
- 正義の人びと（1969年、劇団民藝）
- かもめ（1969年、劇団民藝）
- あゝ野麦峠（1969年、劇団民藝）
- 七月六日（1970年、劇団民藝）
- 審判 神と人とのあいだ（1970年、劇団民藝）
- にんじん（1970年・1978年、劇団民藝）
- 星の牧場（1971年・1979年、劇団民藝）
- 銀河鉄道の恋人たち（1971年、劇団民藝）
- 予告の日（1971年、劇団民藝）
- 48才の花嫁さん（1971年、劇団民藝）
- 三人姉妹（1972年、劇団民藝）
- 影（1973年、劇団民藝）
- 白鳥の歌（1974年、劇団民藝）
- 桜の園（1974年、劇団民藝）
- 赤ひげ（1974年、劇団民藝）
- 迷路（1975年、劇団民藝）
- 聖火 母の総て（1975年、劇団民藝）
- リリオム（1976年、劇団民藝）
- 山脈（1978年、劇団民藝）
- 子午線の祀り（1979年）
- わが魂は輝く水なり（1980年、劇団民藝）
- 息子の結婚（1980年、劇団民藝）
- 嬰児殺し（1980年、劇団民藝）
- 十二月下宿屋（1982年、劇団民藝）
- 驟雨（1982年、劇団民藝）
- タナトロジー（1982年、劇団民藝）
- こわれがめ（1983年、劇団民藝）
- エレジー 父の夢は舞う（1983年、劇団民藝）
- こんな筈では（1985年、劇団民藝）
- おんにょろ盛衰記（1986年・1987年、劇団民藝）
- 三年寝太郎（1986年、劇団民藝）
- 馬鹿一の夢（1987年、劇団民藝）
- 夏・南方のロマンス（1987年、劇団民藝）

## 著書
- 『光と幕』村山書店、1957年8月31日。
- 『新劇・愉し哀し 宇野重吉えっせい』、理論社、1969年
- 『チェーホフの「桜の園」について』、麦秋社、1978年

## 関連文献
- 日色ともゑ『宇野重吉一座 最後の旅日記』、小学館文庫、1998年 ISBN 4094111417
  - 元版『じゃがいも父さん 宇野重吉一座 最後の旅日記』 ネスコ、1988年 ISBN 4890367357
- 『旅廻り宇野重吉一座』、麦秋社（編）、岩波書店、1988年 ISBN 4000080407
- 『顔 宇野重吉写真集』、麦秋社、1985年

## 演じた俳優
- 森本レオ - 『女優時代』（1988年）
- 寺尾聰 - 『弟』（2004年）
- 中村有志 - 『パッチギ! LOVE&PEACE』（2007年）
- 山本學 - 『越路吹雪物語』（2018年）